# Elkins (Wirginia Zachodnia)
Elkins – miasto w Stanach Zjednoczonych, w stanie Wirginia Zachodnia, siedziba administracyjna hrabstwa Randolph.